# 外婚制
外婚制是早期部落时代的一种婚姻规定，某人只被允许在自身氏族、文化或者社会团体之外选择配偶。部落内部不同氏族可以结婚，而同一氏族男女不为配偶。中国在西周时期称之为同姓不婚。这种制度的出现，从优生学的角度来讲可以避免近亲繁殖从而降低遗传病的发病率。